# Reflektor szerokostrumieniowy LED
Reflektor szerokostrumieniowy LED, naświetlacz LED, halogen LED (ang. LED floodlight) – lampa LED w postaci szerokostrumieniowego reflektora oparta na źródłach światła w technologii LED. Nazwa „halogen LED” wynika z faktu, iż są one zamiennikiem tradycyjnych opraw szerokostrumieniowych z lampami halogenowymi.

## Budowa i zasada działania
Halogeny LED – jak sama nazwa wskazuje – emitują światło, wykorzystując diody elektroluminescencyjne. Jest to główny element każdego naświetlacza LED, gdyż to właśnie on odpowiada za wytworzenie strumienia świetlnego. Pozostałe dwa elementy, które znaleźć można w większości halogenów LED to zasilacz odpowiedzialny za prawidłowe przetworzenie napięcia i szczelna obudowa o klasie szczelności co najmniej IP65, dzięki której halogeny LED stosowane mogą być w warunkach zewnętrznych.
Pierwsza generacja naświetlaczy LED oparta była na pojedynczych matrycach LED dużej mocy, a co za tym idzie wymagała dużego radiatora odprowadzającego ciepło. W połączeniu z przetwornicą sporych rozmiarów, wymuszały więc stosowanie dużych obudów, które pozwolą pomieścić wszystko wewnątrz i przy tym odpowiednio odprowadzą ciepło. Dlatego też, przypominały klasyczne naświetlacze halogenowe.

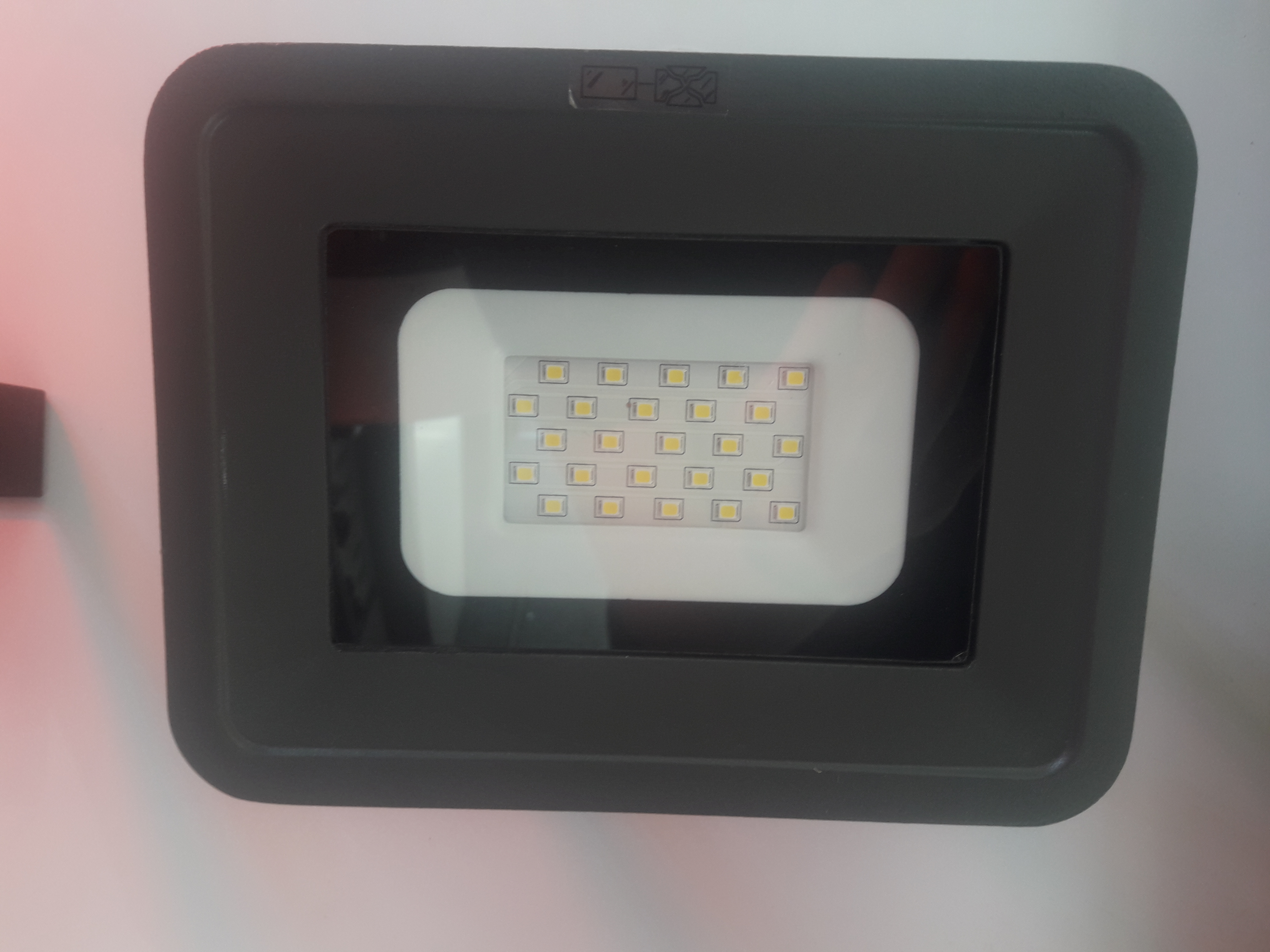
Nowoczesny halogen LED oparty na diodach SMD

Wraz z rozwojem technologii LED, zmieniały się również całe lampy. Gdy niskonapięciowe diody SMD osiągnęły odpowiednio wysokie wydajności, zastąpiły one matryce COB. W połączeniu z miniaturyzacją przetworników napięcia, pozwoliło to na stworzenie niewielkich oraz lekkich halogenów LED.

## Zastosowanie
Dzięki swej uniwersalności halogeny LED stosowane są praktycznie wszędzie. Miejsce użycia zależne jest to głównie od ich mocy. Główne zastosowania to osiedla mieszkaniowe, place, fasady budynków, czy też parkingi. Jest to jednak wyłącznie część ich możliwych zastosowań.
Jednym z częściej spotykanych obiektów wykorzystującym halogeny LED są obiekty sportowe. Korzystają one z szerokostrumieniowego, mocnego światła naświetlaczy, by równomiernie oświetlić murawę boiska, nie oślepiając przy tym graczy. Wersje LED stosowane są od dawna jako oświetlenie główne na tego typu obiektach. Przykładem może być Wielka Brytania, gdzie już w roku 2014, w mieście Taunton, lokalna drużyna krykieta wprowadziła je jako element generujący oszczędności użytkowe na stadionie.
Inne zastosowanie naświetlaczy LED to stosowanie ich, jako oświetlenie wewnętrzne. Głównie wykorzystuje się je w oświetleniu przemysłowym do doświetlania dużych powierzchni. Jednym z takich przykładów jest zastosowanie halogenów LED jako źródeł światła na scenie Teatru Wielkiego w Łodzi. Podobne zastosowanie mają one w halach przemysłowych i magazynach, gdzie idealnie sprawdzają się jako doświetlenie stanowisk pracy.
Zupełnie oddzielnym typem naświetlacza LED jest stosowana głównie w domach jednorodzinnych wersja ze zintegrowanym czujnikiem ruchowo-zmierzchowym. Charakteryzują się one tym, iż dodatkowo w obudowę wkomponowany jest czujnik ruchu i zmierzchu, który aktywuje lampę tylko w określonych warunkach. Halogeny LED tego typu najczęściej stosowane są na budynkach jednorodzinnych, jako doświetlenie podwórek, czy też ogrodów. Dlatego też, są to przeważnie lampy małej mocy.

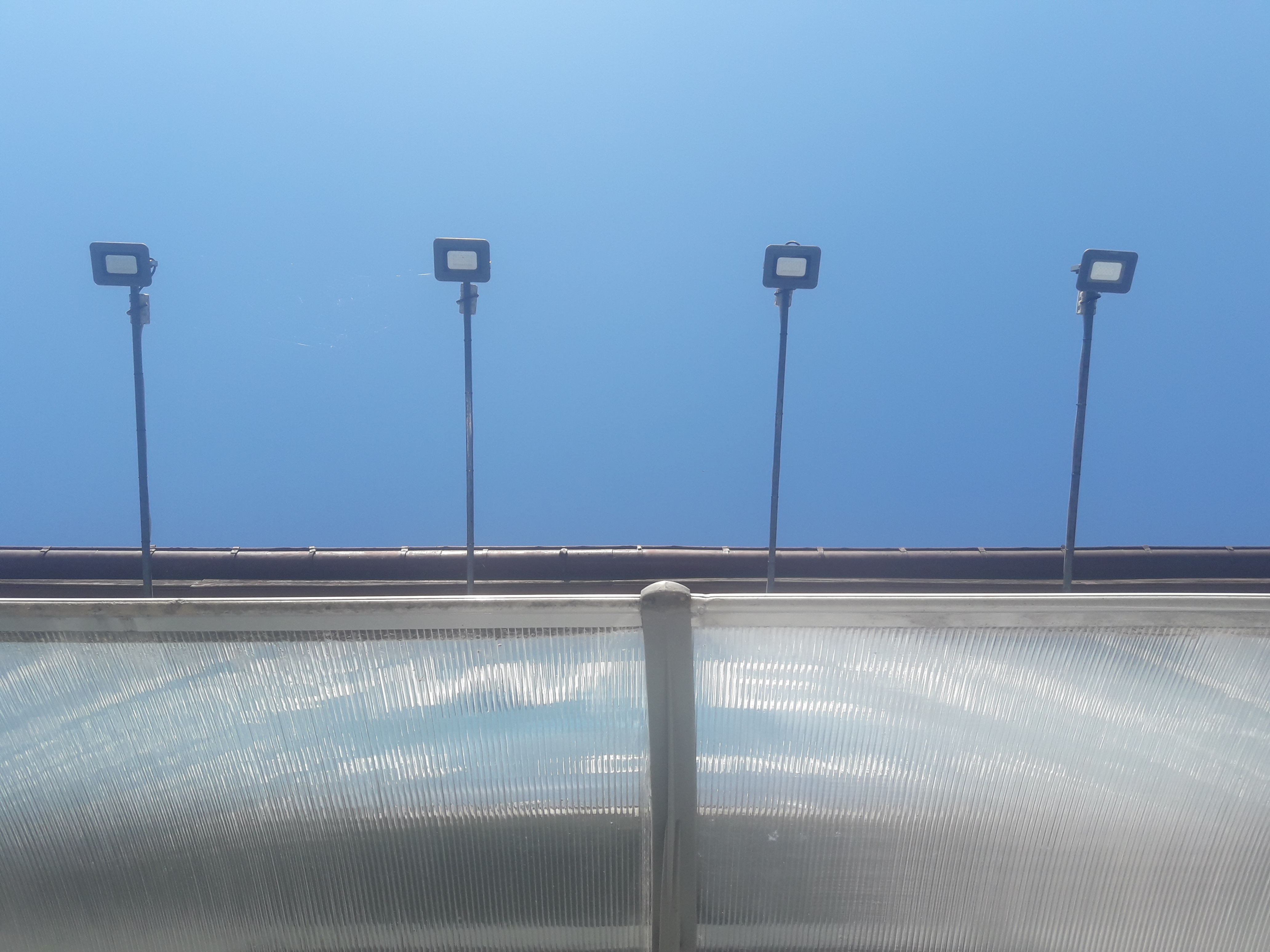
Użycie halogenów LED jako oświetlenia elewacji

## Podstawowe zalety halogenów LED
Halogeny LED są tak szeroko stosowane ze względu na ich dużą energooszczędność. Potrafią zapewnić one do 90% oszczędności w porównaniu do tradycyjnych źródeł światła. Co więcej ich światło jest bardzo równomierne i bardzo często rozpraszane w taki sposób, by zmniejszyć efekt olśnienia przykrego.
Kolejnym atutem jest ich wszechstronność. Dzięki szczelnej obudowie, niskiej temperaturze pracy i kompaktowej obudowie, montować je można praktycznie wszędzie, co czyni z naświetlaczy LED bardzo uniwersalne źródło światła.
Ostatnia duża zaleta halogenów LED to ich trwałość. Obudowy naświetlaczy są nie tylko szczelne, ale też wykonane z bardzo trwałych materiałów jak aluminium i szkło hartowane. Dlatego też zapewniają ochronę zarówno przed warunkami atmosferycznymi, jak i uszkodzeniami mechanicznymi. Co więcej, żywotne źródła światła LED pozwalają na wieloletnią pracę bez potrzeby wymiany podzespołów w lampie.